# Puberen
Puberen (of: puberaal gedrag) is de manier waarop mensen (vaak jongeren in het bijzonder) zich afzetten tegen gevestigde waarden. Het woord is afgeleid van puberteit, de periode waarin zowel jongens als meisjes zich van kind tot volwassene ontwikkelen.
Enerzijds wordt "puberen" gebruikt met een negatieve connotatie in de zin van ruziezoekend, tegendraads gedrag. In deze zin kan het ook voor volwassenen gebruikt worden die zich onvolwassen gedragen. 
Anderzijds wordt "puberen" ook in neutrale zin gebruikt voor het gedrag van pubers, dat kenmerken heeft als onzekerheid en kennismaken met seksualiteit.

## Voorbeelden
- Volwassener willen zijn. De jongen van 14 begint zich zijn nog gladde kin te scheren vanwege een paar haren onder de neus en het meisje van 14 koopt make-up en een push-up BH. Daarbij wil men vaak niet meer aan 'te kinderachtige' spelletjes meedoen, en niet meer met jongere kinderen worden gezien.
- Zich afzetten tegen de gevestigde orde (ouders, docenten, opvoeders etc.), en deze proberen uit te dagen. Dit kan soms tot conflicten met opvoeders of docenten leiden. Daarentegen richt men zich meer op leeftijdsgenoten en oudere jongeren, en neemt hun gedrag (zowel gewenst als ongewenst) over. Sommige jongeren willen niet meer met de ouders op vakantie.
- Onzekerheid over uiterlijk, identiteit, seksualiteit. Soms wordt geëxperimenteerd met onconventionele kapsels en kleding (punk, gothic). Onzekerheid wordt vaak door hanig, kattig of tegendraads gedrag verborgen. Soms zoekt men steun bij leeftijdsgenoten of wat oudere jongeren, of soms een grote broer of zus, maar niet meer vanzelfsprekend de ouders of opvoeders.
- Toenemende belangstelling voor seks, alcohol, roken, en drugs. In sommige gevallen kan dit tot experimenten leiden (voor het eerst zoenen of vrijen, dronken worden, leren roken, een 'joint' uitproberen). Lacherig of giechelig gedrag wanneer seksuele onderwerpen ter sprake komen verhult in feite de belangstelling hiervoor en onzekerheid hierover.